# Abovjan, Ararat
Abovjan (armeniska: Աբովյան) är en ort i Armenien. Den ligger i provinsen Ararat, i den centrala delen av landet, 15 kilometer söder om huvudstaden Jerevan. Abovjan ligger 956 meter över havet och antalet invånare är 1 379.
Terrängen runt Abovjan är platt åt sydväst, men åt nordost är den kuperad. Runt Abovjan är det ganska tätbefolkat, med 155 invånare per kvadratkilometer.. Närmaste större samhälle är huvudstaden Jerevan, 15,0 kilometer norr om Abovjan.
Runt Abovjan är det i huvudsak tätbebyggt.